# 성장드라마 반올림의 에피소드 목록
아래는 KBS 2TV의 드라마인 《성장드라마 반올림》의 에피소드 목록이다.

## 시리즈 개요
| 시즌 | 시즌 | 제목 (타이틀) | 방송 횟수 | 방송 시간                                                                                       | 방영 기간        | 방영 기간       |
| 시즌 | 시즌 | 제목 (타이틀) | 방송 횟수 | 방송 시간                                                                                       | 시작             | 종영            |
| ---- | ---- | ------------- | --------- | ----------------------------------------------------------------------------------------------- | ---------------- | --------------- |
|      | 1    | 반올림 1      | 64부작    | 매주 토요일 오후 5시 50분 ~ 6시 40분 (1회 ~ 47회) 매주 일요일 아침 8시 ~ 8시 50분 (48회 ~ 64회) | 2003년 11월 29일 | 2005년 2월 27일 |
|      | 2    | 반올림 2      | 50부작    | 매주 일요일 아침 8시 ~ 8시 50분 (1회 ~ 34회) 매주 일요일 아침 8시 50분 ~ 9시 40분 (35회 ~ 50회) | 2005년 3월 6일   | 2006년 2월 26일 |
|      | 3    | 반올림 3      | 51부작    | 매주 일요일 아침 8시 50분 ~ 9시 40분                                                            | 2006년 3월 5일   | 2007년 2월 25일 |

## 방영 목록
- 성장드라마 반올림#의 방영 리스트는 가독성을 높이기 위해,  시즌(기수)별로 표시하였다.

시즌 1
| 회차   | 방송 일자  | 부제 (서브 타이틀)                 | 극본   | 연출          | 비고 (결방 사유 및 편성 변경)                                                                           |
| ------ | ---------- | ---------------------------------- | ------ | ------------- | --- |
| 제1회  | 2003/11/29 | 소녀에게                           | 홍진아 | 최세경        | |
| 제2회  | 2003/12/06 | 유리 구두를 찾아서                 | 홍진아 | 김정환        | |
| 제3회  | 2003/12/13 | 내 인생의 버디 (1, 2)              | 홍진아 | 박기현        | |
| 제4회  | 2003/12/20 | 내 인생의 버디 (1, 2)              | 홍진아 | 최세경        | |
| 제5회  | 2003/12/27 | OX 게임                            | 홍자람 | 김정환        | |
| 제6회  | 2004/01/03 | 모녀 대첩                          | 홍진아 | 박기현        | |
| 제7회  | 2004/01/10 | 아마존은 없다                      | 권기경 | 최세경        | |
| 제8회  | 2004/01/17 | 열다섯, 사랑을 배우다              | 홍진아 | 김정환        | |
| 제9회  | 2004/01/24 | 깍두기를 찾아라!                   | 홍자람 | 박기현        | |
| 제10회 | 2004/01/31 | 내가 태어난 이유                   | 홍진아 | 최세경        | |
| 제11회 | 2004/02/07 | 쌍둥이의 겨울나기                  | 권기경 | 김정환        | |
| 제12회 | 2004/02/14 | 사랑의 대화                        | 홍진아 | 박기현        | |
| 제13회 | 2004/02/21 | 아빠와 내 남자친구 이야기          | 홍자람 | 최세경        | |
| 제14회 | 2004/02/28 | 키 작은 팬지의 꿈                  | 홍진아 | 김정환        | |
| 제15회 | 2004/03/06 | 무지개를 찾아서                    | 권기경 | 박기현        | |
| 제16회 | 2004/03/13 | 10년 후의 약속                     | 홍진아 | 하태석        | |
| 제17회 | 2004/03/20 | 마녀의 조건                        | 홍자람 | 김정환        | |
| 제18회 | 2004/03/27 | 즐거운 나의 집                     | 홍진아 | 박기현        | |
| 제19회 | 2004/04/03 | 천사의 미소                        | 권기경 | 하태석        | |
| 제20회 | 2004/04/10 | 아름다운 그녀                      | 홍진아 | 최세경        | |
| 제21회 | 2004/04/17 | 마지막 역전승을 위하여             | 홍자람 | 박기현        | |
| 제22회 | 2004/04/24 | 거울아 거울아 (1, 2)               | 홍진아 | 최세경 하태석 | |
| 제23회 | 2004/05/01 | 거울아 거울아 (1, 2)               | 홍진아 | 최세경 하태석 | |
| 제24회 | 2004/05/08 | 그녀의 반란                        | 권기경 | 김정환        | |
| 제25회 | 2004/05/15 | 봄날은 가고                        | 홍진아 | 하태석        | |
| 제26회 | 2004/05/22 | 챔피언                             | 홍자람 | 최세경        | |
| 제27회 | 2004/05/29 | 안녕, Say Goodbye                  | 홍진아 | 김정환        | |
| 제28회 | 2004/06/05 | 라이벌                             | 권기경 | 박기현        | |
| 제29회 | 2004/06/12 | 아버지와 아들                      | 홍진아 | 최세경        | |
| 제30회 | 2004/06/19 | 남자와 여자라는 동물에 관한 보고서 | 홍자람 | 김정환        | |
| 제31회 | 2004/06/26 | 아름다운 시절                      | 홍진아 | 박기현        | |
| 제32회 | 2004/07/03 | 세 친구                            | 권기경 | 하태석        | |
| 제33회 | 2004/07/10 | 아빠 만세                          | 홍진아 | 김정환        | |
| 제34회 | 2004/07/17 | 태양을 맞서는 방법                 | 홍자람 | 박기현        | |
| 제35회 | 2004/07/24 | 엄마에게 생긴 일                   | 권기경 | 하태석        | |
| 제36회 | 2004/07/31 | 미안해 고마워 사랑해 (1, 2)        | 홍진아 | 최세경 박기현 | |
| 제37회 | 2004/08/07 | 미안해 고마워 사랑해 (1, 2)        | 홍진아 | 최세경 박기현 | |
| 제38회 | 2004/08/14 | 장난 좋아해?                       | 홍자람 | 하태석        | |
| 제39회 | 2004/08/21 | 한여름 밤의 꿈                     | 홍진아 | 최세경        | |
| 제40회 | 2004/09/04 | 키스해도 될까요?                   | 권기경 | 김정환        | 8월 28일 방송분은, 2004년 하계 올림픽 축구 결승 <아르헨티나 VS 파라과이> 중계 방송 관계로 결방되었다.   |
| 제41회 | 2004/09/11 | 소년, 화나다                       | 홍진아 | 하태석        | |
| 제42회 | 2004/09/18 | 넌, 누구편이니?                    | 임은하 | 최세경        | |
| 제43회 | 2004/10/02 | 가을의 산타                        | 홍진아 | 김정환        | 9월 25일 방송분은, 오후 5시 30분부터 저녁 6시 40분까지 추석 특집 쇼 파워 비디오 편성 관계로 결방되었다. |
| 제44회 | 2004/10/09 | 너의 1%                            | 권기경 | 최세경        | |
| 제45회 | 2004/10/16 | 세리의 첫사랑                      | 홍진아 | 하태석        | |
| 제46회 | 2004/10/23 | 헐크를 위하여                      | 홍자람 | 김정환        | |
| 제47회 | 2004/10/30 | 포도주처럼 향기로운                | 홍진아 | 최세경        | |
| 제48회 | 2004/11/07 | 너에게 바란다                      | 권기경 | 박기현        | [ 1 ]                                                                                                   |
| 제49회 | 2004/11/14 | 그들의 열쇠 고리                   | 홍진아 | 김정환        | |
| 제50회 | 2004/11/21 | 진실 혹은 거짓                     | 권기경 | 최세경        | |
| 제51회 | 2004/11/28 | 터닝 포인트                        | 홍자람 | 박기현        | |
| 제52회 | 2004/12/05 | 금지된 장난                        | 권기경 | 김진환        | |
| 제53회 | 2004/12/12 | 나는 나다                          | 임은하 | 최세경        | |
| 제54회 | 2004/12/19 | 싸워서 이기는 방법                 | 이지수 | 박기현        | |
| 제55회 | 2004/12/26 | 잊지 마! 2004년 12월 어느 날       | 권기경 | 김진환        | |
| 제56회 | 2005/01/02 | 12시, 종이 울릴 때                 | 홍진아 | 김정환        | |
| 제57회 | 2005/01/09 | 눈에 관한 추억                     | 임은하 | 박기현        | |
| 제58회 | 2005/01/16 | 인형의 집                          | 홍진아 | 김진환        | |
| 제59회 | 2005/01/23 | 너에게 난... Be My Friend!         | 권기경 | 최세경        | |
| 제60회 | 2005/01/30 | 나도 때론 미치고 싶다              | 홍진아 | 김정환        | |
| 제61회 | 2005/02/06 | 우로보로스의 꿈                    | 이지수 | 김진환        | |
| 제62회 | 2005/02/13 | 설탕처럼, 때로는 소금처럼          | 홍진아 | 박기현        | |
| 제63회 | 2005/02/20 | 안녕, 친구 (최종회)                | 홍진아 | 김정환        | |
| 제64회 | 2005/02/27 | Goodbye 반올림!                    | 홍진아 | 김진환 김진우 | 성장드라마 반올림1을 총정리한 명장면 특집 편으로 방영하였다.                                            |

시즌 2
| 회차   | 방송 일자  | 부제 (서브 타이틀)               | 극본   | 연출          | 비고 (결방 사유 및 편성 변경) |
| ------ | ---------- | -------------------------------- | ------ | ------------- | --- |
| 제1회  | 2005/03/06 | 난 공부를 못해!                  | 박선자 | 최세경        | |
| 제2회  | 2005/03/13 | 거북이와 나뭇 조각이 만났을 때   | 권기경 | 박기현        | |
| 제3회  | 2005/03/20 | 첫 인상이라는 이름의 선입견      | 한순정 | 최세경        | |
| 제4회  | 2005/03/27 | Singing In The Rain              | 박선자 | 김진환        | |
| 제5회  | 2005/04/03 | 우정의 조건                      | 권기경 | 박기현        | |
| 제6회  | 2005/04/10 | 흐르는 강물처럼                  | 박선자 | 최세경        | |
| 제7회  | 2005/04/17 | 그녀에게 필요한 것               | 한순정 | 김진환        | |
| 제8회  | 2005/04/24 | 우리가 친구였을까?               | 박선자 | 박기현        | |
| 제9회  | 2005/05/01 | 꽃피는 5월의 교정에서            | 권기경 | 최세경        | |
| 제10회 | 2005/05/08 | 큰 대문 작은 선물                | 박선자 | 김진환        | |
| 제11회 | 2005/05/15 | 잠자리의 꿈                      | 권기경 | 박기현        | |
| 제12회 | 2005/05/22 | 헤이, 덩크슛                     | 임은하 | 최세경        | |
| 제13회 | 2005/05/29 | 착한 사랑의 노래                 | 박선자 | 김진환        | |
| 제14회 | 2005/06/05 | 너희들은 몰라                    | 윤영미 | 박기현        | |
| 제15회 | 2005/06/12 | 어린 왕자와 장미                 | 박선자 | 최세경        | |
| 제16회 | 2005/06/19 | 내 친구의 남자친구               | 권기경 | 김상휘        | |
| 제17회 | 2005/06/26 | 열일곱의 전쟁                    | 박선자 | 박기현        | |
| 제18회 | 2005/07/03 | 누구에게나 오아시스가 있다       | 권기경 | 김진환        | |
| 제19회 | 2005/07/10 | D데이                            | 박선자 | 김상휘        | |
| 제20회 | 2005/07/17 | 내 친구 셀렉티스에게             | 임은하 | 최세경        | |
| 제21회 | 2005/07/24 | 한 여름 밤의 꿈                  | 박선자 | 김진환        | |
| 제22회 | 2005/07/31 | One More Time                    | 권기경 | 박기현        | |
| 제23회 | 2005/08/07 | 여름! 우체국 앞에서              | 박선자 | 최세경        | |
| 제24회 | 2005/08/14 | Love Is                          | 노유경 | 김상휘        | |
| 제25회 | 2005/08/21 | 진짜 마술                        | 박선자 | 김진환        | |
| 제26회 | 2005/08/28 | 엄마를 슬프게 하는 것들          | 권기경 | 최세경        | |
| 제27회 | 2005/09/04 | 커피 믹스 매니아                 | 박선자 | 박기현        | |
| 제28회 | 2005/09/11 | 내 친구 심은하                   | 노유경 | 김진환        | |
| 제29회 | 2005/09/25 | 절대 물러서지 않는다             | 박선자 | 김상휘        | 9월 18일 방송분은, 7시부터 8시 30분까지 추석특집 다큐드라마 <라이언 퀸, 수키> 편성 관계로 결방되었다.                                                                                                |
| 제30회 | 2005/10/02 | 피터팬의 용기                    | 권기경 | 박기현        | |
| 제31회 | 2005/10/09 | 우리는 길 잃은 작은 새를 보았다  | 노유경 | 최세경        | |
| 제32회 | 2005/10/16 | 은서가 웃는다                    | 임은하 | 김상휘        | |
| 제33회 | 2005/10/23 | 도둑 맞은 편지                   | 박선자 | 최세경 김진환 | 가을 특집으로 방영되었다. |
| 제34회 | 2005/10/30 | 사랑의 텔레파시                  | 박선자 | 최세경 김진환 | 가을 특집으로 방영되었다. |
| 제35회 | 2005/11/06 | My Way                           | 권기경 | 김상휘        | 방송 시간대가 KBS 가을 개편으로 인해 각종 안전 사고 문제가 거론된 시사교양 프로그램인 KBS 2TV의 도전! 지구탐험대 폐지 이후에 기존 매주 일요일 아침 8시에서 매주 일요일 아침 8시 50분으로 변경되었다. |
| 제36회 | 2005/11/13 | 꿈은 이루어진다                  | 노유경 | 박기현        | |
| 제37회 | 2005/11/20 | 번지 점프를 하다                 | 박선자 | 김진환        | 본 회차부터, HD급 고화질 방송이 시작되었다. |
| 제38회 | 2005/11/27 | 그와 그녀의 파랑새               | 권기경 | 최세경        | |
| 제39회 | 2005/12/04 | 인간에 대한 예의                 | 박선자 | 박기현        | |
| 제40회 | 2005/12/11 | 첫눈이 오면                      | 노유경 | 김상휘        | |
| 제41회 | 2005/12/18 | 선물                             | 박선자 | 김진환        | |
| 제42회 | 2005/12/25 | 크리스마스에 꼭 하고 싶은 일     | 권기경 | 최세경        | |
| 제43회 | 2006/01/01 | 외로운 사람과 한 시간            | 박선자 | 박기현        | |
| 제44회 | 2006/01/08 | 인형의 기사                      | 임은하 | 김진환        | |
| 제45회 | 2006/01/15 | 고양이를 부탁해                  | 노유경 | 김상휘        | |
| 제46회 | 2006/01/22 | 즐거운 기다림                    | 박선자 | 박기현        | |
| 제47회 | 2006/02/05 | 겨울, 군고구마 그리고 유혹       | 권기경 | 김진환        | 1월 29일 방송분은, 설 특집 <운수대통 가요 삼국지> 편성 관계로 결방되었다. |
| 제48회 | 2006/02/12 | 햇살 가득한 날들                 | 노유경 | 김상휘        | |
| 제49회 | 2006/02/19 | 사막을 건너는 법 (1, 2) (최종회) | 박선자 | 박기현 김진환 | |
| 제50회 | 2006/02/26 | 사막을 건너는 법 (1, 2) (최종회) | 박선자 | 박기현 김진환 | |

시즌 3
| 회차   | 방송 일자  | 부제 (서브 타이틀)               | 극본          | 연출          | 비고 (결방 사유 및 편성 변경)                                                      |
| ------ | ---------- | -------------------------------- | ------------- | ------------- | ---------------------------------------------------------------------------------- |
| 제1회  | 2006/03/05 | 왜 하필 저에요?                  | 박선자        | 김상휘        |                                                                                    |
| 제2회  | 2006/03/12 | 소년, 소녀를 만나다              | 김윤영        | 김진환        |                                                                                    |
| 제3회  | 2006/03/19 | 잘난 척 하지마!                  | 임은하        | 박기현        |                                                                                    |
| 제4회  | 2006/03/26 | 웃는 돌                          | 박선자        | 최세경        |                                                                                    |
| 제5회  | 2006/04/02 | 좌절 금지 구역                   | 김윤영        | 김상휘        |                                                                                    |
| 제6회  | 2006/04/09 | 햇님과 바람                      | 박선자        | 김진환        |                                                                                    |
| 제7회  | 2006/04/16 | 친구를 그리다                    | 임은하        | 최세경        |                                                                                    |
| 제8회  | 2006/04/23 | 사랑이 싹틀 때                   | 김윤영        | 박기현        |                                                                                    |
| 제9회  | 2006/04/30 | 선생님, 안녕하세요?              | 임은하        | 김상휘        |                                                                                    |
| 제10회 | 2006/05/07 | 수학여행에서 생긴 일 (1, 2)      | 김윤영        | 최세경        |                                                                                    |
| 제11회 | 2006/05/14 | 수학여행에서 생긴 일 (1, 2)      | 김윤영        | 최세경        |                                                                                    |
| 제12회 | 2006/05/21 | 바람이 분다                      | 임은하        | 박기현        |                                                                                    |
| 제13회 | 2006/05/28 | 꿈의 광채                        | 김윤영        | 김진환        |                                                                                    |
| 제14회 | 2006/06/04 | 짜장면과 불도장                  | 윤지연        | 김상휘        |                                                                                    |
| 제15회 | 2006/06/11 | 사랑이 있었다                    | 김윤영        | 박기현        |                                                                                    |
| 제16회 | 2006/06/18 | 친구와 친구                      | 임은하        | 김진환        |                                                                                    |
| 제17회 | 2006/06/25 | 이유 있는 반항                   | 김윤영        | 최세경        |                                                                                    |
| 제18회 | 2006/07/02 | 10년 후의 편지                   | 임은하        | 김상휘        |                                                                                    |
| 제19회 | 2006/07/09 | 적과의 동침                      | 윤지연        | 박기현 김진환 |                                                                                    |
| 제20회 | 2006/07/16 | 지옥에서 보낸 한 철              | 윤지연        | 박기현 김진환 |                                                                                    |
| 제21회 | 2006/07/23 | 그 여름, 눈이 내리다             | 임은하        | 김상휘        |                                                                                    |
| 제22회 | 2006/07/30 | 그녀를 보기만 해도 알 수 있는 것 | 윤지연        | 최세경        | [ 4 ]                                                                              |
| 제23회 | 2006/08/06 | On The Road                      | 임은하        | 박기현        |                                                                                    |
| 제24회 | 2006/08/13 | 인연                             | 윤지연        | 김진환        |                                                                                    |
| 제25회 | 2006/08/20 | 반장 선거 대작전                 | 임은하        | 최세경        |                                                                                    |
| 제26회 | 2006/08/27 | Dance With Me                    | 윤지연        | 김상휘        |                                                                                    |
| 제27회 | 2006/09/03 | 그래도 달린다                    | 임은하        | 박기현        |                                                                                    |
| 제28회 | 2006/09/10 | 죽음에 이르는 병                 | 윤지연        | 김진환        |                                                                                    |
| 제29회 | 2006/09/17 | 1학년 10반 프로젝트              | 임은하        | 최세경        |                                                                                    |
| 제30회 | 2006/09/24 | 착한 걸 어떡해!                  | 윤지연        | 박기현        |                                                                                    |
| 제31회 | 2006/10/01 | 우리를 지키는 방법               | 임은하        | 김상휘        |                                                                                    |
| 제32회 | 2006/10/15 | 내일은 내일의 태양이             | 윤지연        | 최세경        | 10월 8일 방송분은, 추석 특집 <신동천하 청백전> 편성 관계로 결방되었다.             |
| 제33회 | 2006/10/22 | 그 때를 아십니까?                | 임은하        | 김진환        |                                                                                    |
| 제34회 | 2006/10/29 | 1등과 1등                        | 윤지연        | 김상휘        |                                                                                    |
| 제35회 | 2006/11/05 | 별표 다섯 개                     | 임은하        | 최세경        |                                                                                    |
| 제36회 | 2006/11/12 | 여자의 적은 여자?                | 김경희        | 박기현        |                                                                                    |
| 제37회 | 2006/11/19 | 가을애                           | 윤지연        | 김진환        |                                                                                    |
| 제38회 | 2006/11/26 | 감기약                           | 임은하        | 김상휘        |                                                                                    |
| 제39회 | 2006/12/03 | 소년은 울지 않는다               | 김경희        | 최세경        |                                                                                    |
| 제40회 | 2006/12/10 | 커밍 아웃                        | 윤지연        | 박기현        |                                                                                    |
| 제41회 | 2006/12/17 | 다시 그린다                      | 임은하        | 김진환        |                                                                                    |
| 제42회 | 2006/12/24 | 불량 산타                        | 김경희        | 김상휘        |                                                                                    |
| 제43회 | 2006/12/31 | 해피 엔딩                        | 윤지연        | 최세경        |                                                                                    |
| 제44회 | 2007/01/07 | 우리들의 일그러진 방학           | 김경희        | 김진환        |                                                                                    |
| 제45회 | 2007/01/14 | 내 편이 되어줘                   | 최지수        | 김상휘        |                                                                                    |
| 제46회 | 2007/01/21 | 친구야, 눈을 감지 마             | 임은하        | 최세경        |                                                                                    |
| 제47회 | 2007/01/28 | 학교에서 배운 것                 | 윤지연        | 박기현        |                                                                                    |
| 제48회 | 2007/02/04 | 우리 사부                        | 김경희        | 김진환        |                                                                                    |
| 제49회 | 2007/02/11 | 지구 반대편에서 (1, 2) (최종회)  | 임은하        | 김상휘        |                                                                                    |
| 제50회 | 2007/02/25 | 지구 반대편에서 (1, 2) (최종회)  | 임은하        | 최세경        | 2월 18일 방송분은, 설 특집 드라마 심청의 귀환 1~2부가 연속 편성 관계로 결방되었다. |
| 제51회 | 2007/03/04 | 반올림3 스페셜 방송              | 임은하 최지수 | 최세경 박기현 | 성장드라마 반올림 시리즈를 총정리한 명장면 특집 편으로 방영하였다.                 |